# Перуанская шиншилловая крыса
Перуанская шиншилловая крыса (лат. Cuscomys ashaninka) — млекопитающее из семейства шиншилловых крыс.
Вид обитает только в одной местности — на севере Кордильера-де-Вилкабамба, департамента Куско, Перу на высоте 3350 м над уровнем моря. Животное с серым мехом, но нос и губы белые и от носа до макушки идёт линия белого меха. Длина тела 30 см, длина хвоста 20 см. Древесный вид найден в нетронутых эльфийских лесах (название экосистем с карликовой растительностью). Об образе жизни животных ничего не известно. Вероятно на грызунов охотится длиннохвостая ласка (Neogale frenata), обитающая в той же местности. Латинское название вида ашанинка указывает на коренной американский народ, живущий в дождевых лесах Перу и бразильском штате Акри.